# Stuart Holden
Stuart Holden (Aberdeen, Schotland, 1 augustus 1985) is een Amerikaanse voetballer die als middenvelder speelt.

## Clubcarrière
Holden viel op bij het college voetbal op Clemson University en kwam in 2005 bij Sunderland AFC terecht. Van 2006 tot 2010 speelde hij de in de Major League Soccer voor Houston Dynamo en sinds begin 2010 speelt hij bij de Bolton Wanderers.

## Interlandcarrière
Sinds 2009 komt hij uit voor het Amerikaans voetbalelftal. Tijdens een vriendschappelijke wedstrijd tussen Nederland en de Verenigde Staten op 3 maart 2010 brak hij zijn been na een overtreding van Nigel de Jong.